# Wahlen zur Volksversammlung Mosambiks 1977
Die Wahlen zur Volksversammlung in Mosambik 1977 waren die ersten Wahlen in Mosambik nach der Unabhängigkeit des Landes von der portugiesischen Kolonialmacht. Sie fanden vom 1. bis zum 4. Dezember 1977  unter den Bedingungen des gerade begonnenen Mosambikanischen Bürgerkrieg und eines Einparteiensystems unter der Führung der Staatspartei FRELIMO statt. Durch nicht geheime Abstimmungen wurden die 210 Vertreter des Volksversammlung genannten Parlaments von Mosambik bestätigt. Im Vorfeld der Wahlen im Februar 1977 hatte FRELIMO auf seinem 3. Parteikongress seine Umwandlung von einer Guerillaorganisation zu einer marxistisch-leninistischen Avantgardepartei erklärt und ein Wahlgesetz war erlassen worden.

## Ablauf und Charakter der Wahlen
Es handelte sich nicht um Wahlen im Sinne freier, gleicher und geheimer Abstimmungen zur Ermittlung repräsentativer Vertreter verschiedener Gruppen, sondern um eine Abfolge von Versammlungen, auf denen eine Kandidatenliste ohne Diskussion bestätigt wurde. Das Zentralkomitee der Staatspartei FRELIMO stellte jeweils eine Liste von „Kandidaten“ auf, die von den verschiedenen Versammlungen einstimmig durch Erheben der Hände bestätigt wurde. Auf der lokalen und Stadtebene wurden so Vertreter für „Volksversammlungen“ bestimmt (bzw. bestätigt), nachdem diese auf öffentlichen Versammlungen Fragen beantwortet hatten. Diese waren somit Vertreter für eine jeweils höhere Ebene (Distrikt und Provinz). An der Spitze dieser Abfolge indirekt gewählter Vertreter stand die Volksversammlung Mosambiks.
Am 23. Dezember 1977 hielt die so bestimmte Volksversammlung von Mosambik ihre erste Sitzung ab.